# Brāhmasphuṭasiddhānta
Brāhmasphuṭasiddhānta (tiếng Việt: Học thuyết Được thành lập Một cách chính xác của Brahma, được viết tắt là BBS) là tác phẩm chính của Brahmagupta, được viết vào khoảng 628. Tác phẩm về thiên văn học toán học này bao gồm nội dung toán học đáng chú ý, bao gồm một sự hiểu biết tốt về vai trò của số 0, các quy luật để vận dụng số âm và số dương, một phương pháp để tính toán căn bậc hai, các phương pháp để có thể giải quyết phương trình tuyến tính và phương trình bậc hai, quy luật để có thể cộng chuỗi, đồng nhất thức Brahmagupta và định luật Brahmagupta.
Tác phẩm này được hoàn thiện với lối làm thơ và không chứa bất kỳ chú thích toán học nào. Tuy nhiên, nó bao gồm sự mô tả rõ ràng đầu tiên của công thức bậc hai (giải pháp của phương trình bậc hai).

## Các quy luật cho các số trongBrāhmasphuṭasiddhānta
Brāhmasphuṭasiddhānta là một trong những tác phẩm đầu tiên cung cấp những khái niệm cụ thể của số dương, số âm và số 0. Ông đã viết những quy luật sau:
- Phép cộng của hai số dương là số dương
- Phép cộng của hai số âm là số âm
- Phép cộng của số 0 và số âm là số âm
- Phép cộng của số 0 và số dương là số dương
- Phép cộng của số 0 và số 0 là số 0
- Phép cộng của số dương và số âm có thể tạo ra kết quả dương hoặc âm; tuy nhiên, nếu chúng như nhau, tổng bằng 0
- Trong phép trừ , số bé hơn sẽ được tạo ra từ số lớn hơn, từ số dương sang số dương
- Trong phép trừ, số lớn sẽ được tạo ra từ số bé hơn, từ số âm sang số âm
- Tuy nhiên, nếu số lớn hơn bị trừ từ số nhỏ hơn, đó sẽ là phép nghịch đảo phép cộng
- Nếu số dương bị trừ từ số âm và số âm bị trừ từ số dương, tất cả phải chuyển sang phép cộng
- Phép nhân của một số dương và một số âm là một số âm
- Phép nhân của hai số dương là số dương
- Phép nhân của hai số âm là số âm
- Phép chia giữa hai số dương hoặc giữa hai số âm là số dương
- Số dương bị chia từ số âm là số âm. Số âm bị chia từ số dương là số âm
- Số 0 bị chia bởi một số dương hay một số âm thì vẫn là 0 hoặc được biểu diễn như là một phân số với 0 là một tử số và số hữu hạn là mẫu số
- Số dương hoặc số âm được chia bởi số 0 là một phân số với 0 là mẫu số
- Số 0 bị chia bởi số 0 thì sẽ là số 0

Hai quy luật cuối rất đáng chú ý như là những nỗ lực sớm nhất để xác định việc chia bởi số 0, kể cả khi chúng không thích hợp lý thuyết số hiện đại (phép chia bởi số 0 là không xác định được cho một trường).

## Ý nghĩa
Theo một bản dịch của tác phẩm toán học này (khoảng 770), các nhà toán học Hồi giáo đã được giới thiệu hệ thống số được đề cập trong tác phẩm. Sau đó, hệ thống đó được gọi là chữ số Ả Rập. Và rồi họ mang hệ thống số này đến châu Âu trước thế kỷ 12, từ đó thay thế các hệ thống số cũ trên thế giới. Vậy có thể nói, tác phẩm của Brahmagupta đã đặt một trong những nền tảng của hệ thống số mà chúng ta sử dụng ngày nay.